# Niqab
Niqāb (egl. [ansigts] ‘slør’, moderne dansk retskrivning niqab, uofficiel stavemåde: nikab, arabisk: نِقاب) er et slør der dækker hele ansigtet undtagen øjnene, og som bæres offentligt af nogle muslimske kvinder sammen med et tørklæde som del af en påkrævet islamisk klædedragt. Niqab er udelukkende et ansigtsslør, der slås om hele hovedet og dækker alt undtagen øjnene.
Der skelnes generelt mellem ansigtsslør (niqab), som kun lader en sprække fri til øjnene, mens tørklæde (ḥijāb) almindeligvis betegner et hovedslør, der først og fremmest dækker hår, nakke og hals. Mere generelt kan hijab også betegne tilsløring og tildækning af kroppen. Hijab i denne brede betegnelse betragtes som det beklædningsstykke, der lever op til minimumskravene for islamisk tildækning af piger og kvinder, hvor ansigtssløret (niqab) iblandt størstedelen af de islamiske lovskoler anses som tilrådet og ikke pligtig.
Ansigtssløret niqab må ikke forveksles med de forskellige former for tilsløring. I Iran benyttes traditionelt den sorte chador (et stort sjal eller kappe, der lægges om hovedet), i store dele af Golfstaterne abaya (der dækker hele kroppen, men er åbent ved ansigtet), i Pakistan purdah, i Saudiarabien niqab og i Afghanistan burka, alle former for beklædning, der dækker hoved, krop og til dels ansigt fuldstændigt. Hertil knyttes at der i det sydlige Iran og i landområder med beduiner som Oman og Abu Dhabi, praktiseres også tildækning af ansigtet med en stof- eller lædermaske, der helt eller delvist dækker ansigtet.

## Maskeringsforbud
Niqab og burka som påklædningsgenstande har været i særlig fokus i den danske debat siden 2017, som et forslag er blevet præsenteret til at disse typer af beklædning skal falde under maskeringsforbud, med henvisning til straffelovens paragraf 134.

## Oprindelse
Niqaben stammer oprindeligt fra beduinkulturer på Den Arabiske Halvø, hvor beklædningen allerede i førislamisk tid blev anvendt af både kvinder og mænd som værn mod sand og sol. Den blev også en typisk kvindebeklædningsdel i det kristne, før-tyrkiske Byzans (med Konstantinopel), af fornemme kvinder ofte båret med maske.

## Beklædning
Niqab fås normalt mellem et til tre lag slør, hvoraf det inderste lag normalt har sprække til øjnene, evt. adskilt af en lille snor. Det ydre lag, som kan slås tilbage over hovedet, er et slør, der dækker øjnene, så kvinden kan se. Af dette lag kan der være flere. Niqaben bindes i nakken (som tildækkes med hijaben). Niqaben kan være af silke eller syntetisk materiale, ofte nylon (polyester), eller en blanding heraf.
Muslimske kvinder forsøger på meget forskellig vis at efterleve traditionens krav om slør og tildækning - her kan der også tales om skiftende modetendenser.